# 第38独立通信連隊 (ロシア空挺軍)
第38独立親衛通信旅団（だい38どくりつしんえいつうしんりょだん、ロシア語: 38-й отдельный полк связи）は、ロシア空挺軍の旅団。

## 沿革
- 1947年8月13日：第8親衛空挺軍団通信拠点、第103親衛空挺師団第13独立親衛通信中隊に基づき、連隊の前身である第191独立通信大隊の編成開始。
- 1947年9月4日：第191大隊編成完結。第8親衛空挺軍団に配属。連隊の創設日。
- 1956年4月21日：第691独立通信大隊編成開始。同年6月22日、編成完結。
- 1972年8月：第191大隊、第691大隊、第879通信拠点に基づき、第196独立通信連隊編成開始。同年12月20日、編成完結。
- 1990年12月：第171独立通信旅団に改編。
- 1995年5月：戦勝50周年の観閲式に参加。大統領から感状授与。
- 1997年2月：第38独立通信連隊に改編。

## 編制
- 2個通信大隊
- 特殊任務中隊

1個通信大隊は、空挺軍本部の遠距離通信を担当し、別の1個通信大隊は、空挺師団と上級司令部の通信、並びに降下地帯における航空機の管制（誘導）を担当する。

## 歴代連隊長
1947年～1972年は大隊長、1972年～1990年、1997年以降は連隊長、1990年～1997年は旅団長。
| 職名   | 就任年          | 氏名                       | 階級 |
| ------ | --------------- | -------------------------- | ---- |
| 大隊長 | 1947年 - 1948年 | ニコライ・シドレンコ       | 少佐 |
| 大隊長 | 1948年 - 1950年 | ダヴィド・シネリニコフ     | 中佐 |
| 大隊長 | 1950年 - 1953年 | イワン・ゴルブノフ         | 中佐 |
| 大隊長 | 1953年 - 1965年 | ミハイル・ポポフ           | 中佐 |
| 大隊長 | 1965年 - 1970年 | ニコライ・デニソフ         | 中佐 |
| 大隊長 | 1970年 - 1972年 | ヴィクトル・フドクリノフ   | 少佐 |
| 連隊長 | 1972年 - 1977年 | アルカジー・マラホフ       | 中佐 |
| 連隊長 | 1977年 - 1982年 | ウラジーミル・ゴルシェネフ | 中佐 |
| 連隊長 | 1982年 - 1987年 | ユーリー・コロトコフ       | 大佐 |
| 連隊長 | 1987年 - 1994年 | セルゲイ・ウサチェフ       | 大佐 |
| 旅団長 | 1994年 - 1997年 | オレグ・トーミン           | 大佐 |
| 連隊長 | 1997年 - 1999年 | ニコライ・イサエフ         | 中佐 |
| 連隊長 | 1999年 - 2002年 | ワレーリー・シネシチェンコ | 大佐 |
| 連隊長 | 2002年 -        | ロマン・クトゥーゾフ       | 大佐 |